# Decauville-Bahn in Delphi
| Die Decauville-Bahn in Delphi während der Ausgrabungen, 1892–1903 Decauville-Kipploren der Bauart Panama mit 500 mm Spurweite |                     |                                    |                                    |
| Streckenverlaufsplan des französischen Ingenieurs Henry Convert                                                               |                     |                                    |                                    |
| Streckenlänge: | 3 km                |                                    |                                    |
| Spurweite: | 500 mm (Schmalspur) |                                    |                                    |
| |                     |                                    |                                    |
| \| \| \| Archäologisches Ausgrabungsgelände \| \| \| \| Mehrere Spitzkehren \| \| \| \| Hölzerne Rampe oberhalb der Halde \|  |                     |                                    |                                    |
| Betriebs-/Güterbahnhof Streckenanfang (Strecke außer Betrieb)                                                                 |                     | Archäologisches Ausgrabungsgelände | Archäologisches Ausgrabungsgelände |
| Abzweig quer, nach rechts und von links (Strecke außer Betrieb)                                                               |                     | Mehrere Spitzkehren                | Mehrere Spitzkehren                |
| Betriebs-/Güterbahnhof Streckenende (Strecke außer Betrieb)                                                                   |                     | Hölzerne Rampe oberhalb der Halde  | Hölzerne Rampe oberhalb der Halde  |

Die Decauville-Bahn in Delphi war eine von 1892 bis 1903 genutzte, 3 km lange Feldbahn mit 500-mm-Spurweite auf dem archäologischen Ausgrabungsgelände der antiken Tempelanlage von Delphi in Griechenland.

## Geschichte
Die Große Ausgrabung von Delphi (englisch: Great Excavation of Delphi, französisch: La Grande Fouille de Delphes) begann 1892 unter der Schirmherrschaft der französischen Schule von Athen (École française d’Athènes). Zur Erleichterung des Transports des Abraums von den Ausgrabungsstätten zu den Deponien wurde von Juli bis September 1892 ein Schmalspurbahn-Netz mit einer Gesamtlänge von 1,8 km und einer Spurweite von 500 mm gebaut. Nach und nach wurde bis 1897 eine weitere Strecke von 1,2 km Länge gebaut, so dass die Gesamtlänge des Netzes 3 km betrug. Der zick-zack-förmige Streckenverlauf mit zahlreichen Spitzkehren war erforderlich, da die Schienen auf einem Gelände mit großen Höhenunterschieden verlegt wurden. Auf dem ausgefeilten topografischen Plan des französischen Ingenieurs Henry Convert ist die Decauville-Bahn von Delphi mit ihren Erweiterungen eingezeichnet und rot markiert.
Der umgangssprachliche Name der Feldbahn stammt vom Markennamen der vorgefertigten Gleisjoche und der Kipploren, die von Decauville erfunden und patentiert wurden. Der Firmenname wird auf Griechisch Ντεκοβίλ geschrieben und gelegentlich auch für Feldbahnen anderer Hersteller verwendet. Die wohl von Decauville gelieferten Kipploren sind bei dieser Bahn baugleich mit denen, die beim Bau des Panamakanals eingesetzt wurden. Die im deutschsprachigen Raum heute eher ungebräuchliche Bezeichnung Decauville-Bahn für eine Schmalspurbahn mit aus industriell gefertigten Gleisjochen verlegten fliegenden Gleisen war damals durchaus üblich.
Nach dem Ende der Ausgrabungen im Jahr 1903 wurde die Feldbahn abgebaut und zusammen mit den Kipploren auf die Insel Delos transportiert, wo sie für die dort begonnenen Ausgrabungen verwendet wurde. Dank der Großen Ausgrabung von Delphi hat das Heiligtum des Apollon, eine der wichtigsten Stätten des griechischen Kulturerbes, seinen Platz an der Spitze der antiken Stätten wiedererlangt. Die Ausgrabung des Apollon-Heiligtums war erst nach der Enteignung und Verlegung des Dorfes Kastri möglich. Die Ausgrabung förderte viele erstaunliche Überreste zutage, darunter etwa dreitausend bedeutende Inschriften, die das öffentliche Leben im antiken Griechenland beschreiben. Heute setzt der griechische archäologische Dienst in Zusammenarbeit mit der Französischen Schule von Athen die Erforschung, Ausgrabung und Erhaltung der delphischen Heiligtümer fort.